# Страхиња Танасијевић
Страхиња Танасијевић (Младеновац, 12. јуна 1997) српски је фудбалер који тренутно наступа за Њујорк Сити.

## Каријера
Танасијевић је родом из Младеновца, где је и почео да тренира фудбал у тамошњем фудбалском клубу. Са 11 година старости прешао је у Рад и ту касније прошао све млађе категорије. С омладинском екипом наступао је у УЕФА Лиги младих. Првом тиму прикључен је код тренера Милана Милановића, али у том периоду није наступао на званичним сусретима. По окончању омладинског стажа, једну сезону провео је у екипи Жаркова. По повратку у Рад прошао је летње припреме код тренера Гордана Петрића, а потом потписао и први професионални уговор са клубом. Пред почетак сезоне 2017/18. у Српској лиги Запад уступљен је Шумадији из Аранђеловца, али је споразум о позајмици крајем истог прелазног рока раскинут. У професионалној конкуренцији дебитовао код тренера Слађана Николића, у поразу Рада од Вождовца 21. октобра 2017. године резултатом 3 : 0. Након минималне победе коју је његова екипа остварила над крушевачким Напретком, Танасијевић је изабран у идеални тим 16. кола Суперлиге Србије.
Последњег дана јануара 2018, Танасијевић је отишао у Кјево на позајмицу до краја сезоне. Био је у протоколу на сусрету претпоследњег кола Серије А када је седео на клупи против Болоње. Кјево је средином јуна исте године искористио опцију трајног откупа уговора, те је Танасијевић са тим клубом озваничио сарадњу до лета 2021. Договорена вредност трансфера, према писању Спортског журнала износила је 300 хиљада евра. Пред почетак нове сезоне задужио је дрес са бројем 3. Забележио је по један наступ у Серији А и Купу Италије. У јулу 2019. уступљен је француском друголигашу Паризу, али је током боравка у том клубу углавном наступао за резервни састав. У Рад се вратио почетком 2020, на позајмицу до краја сезоне. На сусрету са Радничким у Нишу претрпео је прелом ноге, због чега је у наредном периоду био ван такмичарског погона. Кјево је напустио у зимском прелазном року 2021. У фебруару исте године потписао је трогодишњи уговор са Чукаричким. По окончању такмичарске 2021/22. Танасијевић је споразумно раскинуо сарадњу са клубом. У септембру 2022. потписао за Младост из Новог Сада на период од годину дана. За клуб, који је на крају сезоне испао у нижи ранг, забележио је 15 наступа у Суперлиги Србије. Почетком лета 2023. прешао је у суботички Спартак с којим је потписао двогодишњи уговор и задужио дрес с бројем 19. Почетком фебруара наредне године остварио је трансфер у Њујорк Сити.

## Статистика

### Клупска
Ажурирано 20. фебруара 2024.
|                                  |               |                     |    |   |   |   |   |   |   |   |    |   |  |  |
| Рад                              | 2015/16. (en) | Суперлига Србије    | 0  | 0 | — | — | — | — | — | — | 0  | 0 |  |  |
|                                  |               |                     |    |   |   |   |   |   |   |   |    |   |  |  |
| Жарково                          | 2016/17.      | Српска лига Београд | 8  | 0 | 0 | 0 | 0 | — | — | — | 8  | 0 |  |  |
|                                  |               |                     |    |   |   |   |   |   |   |   |    |   |  |  |
| Шумадија Аранђеловац (позајмица) | 2017/18.      | Српска лига Запад   | 0  | 0 | — | — | — | — | — | — | 0  | 0 |  |  |
|                                  |               |                     |    |   |   |   |   |   |   |   |    |   |  |  |
| Рад                              | 2017/18.      | Суперлига Србије    | 9  | 0 | 1 | 0 | — | — | — | — | 10 | 0 |  |  |
|                                  |               |                     |    |   |   |   |   |   |   |   |    |   |  |  |
| Кјево (позајмица)                | 2017/18.      | Серија А            | 0  | 0 | — | — | — | — | — | — | 0  | 0 |  |  |
| Кјево                            | 2018/19.      | Серија А            | 1  | 0 | 1 | 0 | — | — | — | — | 2  | 0 |  |  |
| Кјево                            | Укупно        | Укупно              | 1  | 0 | 1 | 0 | — | — | — | — | 2  | 0 |  |  |
|                                  |               |                     |    |   |   |   |   |   |   |   |    |   |  |  |
| Париз (позајмица)                | 2019/20.      | Лига 2              | 0  | 0 | 0 | 0 | 1 | 0 | — | — | 1  | 0 |  |  |
|                                  |               |                     |    |   |   |   |   |   |   |   |    |   |  |  |
| Париз II (позајмица)             | 2019/20.      | Пета лига Француске | 3  | 0 | — | — | — | — | — | — | 3  | 0 |  |  |
|                                  |               |                     |    |   |   |   |   |   |   |   |    |   |  |  |
| Рад                              | 2019/20.      | Суперлига Србије    | 8  | 0 | — | — | — | — | — | — | 8  | 0 |  |  |
| Рад                              | Укупно        | Укупно              | 17 | 0 | 1 | 0 | — | — | — | — | 18 | 0 |  |  |
|                                  |               |                     |    |   |   |   |   |   |   |   |    |   |  |  |
| Чукарички                        | 2020/21.      | Суперлига Србије    | 12 | 1 | — | — | — | — | — | — | 12 | 1 |  |  |
| Чукарички                        | 2021/22.      | Суперлига Србије    | 18 | 0 | 1 | 0 | — | — | 4 | 0 | 23 | 0 |  |  |
| Чукарички                        | Укупно        | Укупно              | 30 | 1 | 1 | 0 | — | — | 4 | 0 | 35 | 1 |  |  |
|                                  |               |                     |    |   |   |   |   |   |   |   |    |   |  |  |
| Младост Нови Сад                 | 2022/23.      | Суперлига Србије    | 15 | 0 | 0 | 0 | — | — | — | — | 15 | 0 |  |  |
|                                  |               |                     |    |   |   |   |   |   |   |   |    |   |  |  |
| Спартак Суботица                 | 2023/24.      | Суперлига Србије    | 17 | 0 | 0 | 0 | — | — | — | — | 17 | 0 |  |  |
|                                  |               |                     |    |   |   |   |   |   |   |   |    |   |  |  |
| Њујорк Сити                      | 2024.         | МЛС                 | 0  | 0 | 0 | 0 | — | — | — | — | 0  | 0 |  |  |
|                                  |               |                     |    |   |   |   |   |   |   |   |    |   |  |  |
| Каријера                         | Каријера      | Каријера            | 91 | 1 | 3 | 0 | 1 | 0 | 4 | 0 | 99 | 1 |  |  |
|                                  |               |                     |    |   |   |   |   |   |   |   |    |   |  |  |